# Солов'ї, солов'ї
Солов’ї, солов’ї - український короткометражний фільм режисера Андрія Рожена.

## Про фільм
Буковинське село, з острахом чекає на прихід Радянської армії у 1944 р. Вони бояться грабунку, насильства і розстрілів. Проте події розгортаються зовсім інакше… Наказ Сталіна про боротьбу проти мародерства у лавах „радянських визволителів” набуває напрочуд несподіваних, дуже драматичних наслідків...

## Актори
- Андрій Гайдай
- Тетяна Міхіна
- Ренат Сєттаров
- Дмитро Завадський
- Олег Примогенов
- Олександр Печериця
- Дмитро Базай
- Віталій Каїло
- Давид Антонян
- Олег Мадзелевський
- Неоніла Калашникова
- Йосип Найдук
- Катерина Завідняк
- Алла Бінєєва
- Володимир Лепін
- Іван Лахно